# Bovs kommun
Bovs kommun (danska: Bov Kommune) var en kommun i Sønderjyllands amt i sydvästra Danmark. Den ingår sedan 2007 i Åbenrå kommun.

## Borgmästare
- Holger H. Moos, 1 april 1970–31 mars 1978[2]
- Johan Rebsdorf, 1 april 1978–1985[2]
- Thomas Jessen, 1985–31 december 1985
- Preben Johannsen, 1 januari 1986–31 december 1993[2]
- Jens Aage Helmig, 1 januari 1994–31 december 1997[2]
- Allan Niebuhr, 1 januari 1998–2001[2]
- Preben Johannsen, 2001–31 december 2001
- Jens Aage Helmig, 1 januari 2002–31 december 2006

Denna lista hämtas från Wikidata. Informationen kan ändras där.